# Валя-луй-Павел
Валя-луй-Павел (рум. Valea lui Pavel) — село у повіті Харгіта в Румунії. Входить до складу комуни Корунд.
Село розташоване на відстані 241 км на північ від Бухареста, 48 км на захід від М'єркуря-Чука, 126 км на схід від Клуж-Напоки, 100 км на північ від Брашова.

## Населення
За даними перепису населення 2002 року у селі проживали 395 осіб, з них 392 особи (99,2%) угорців. Усі жителі села рідною мовою назвали угорську.